# Ostrogożsk

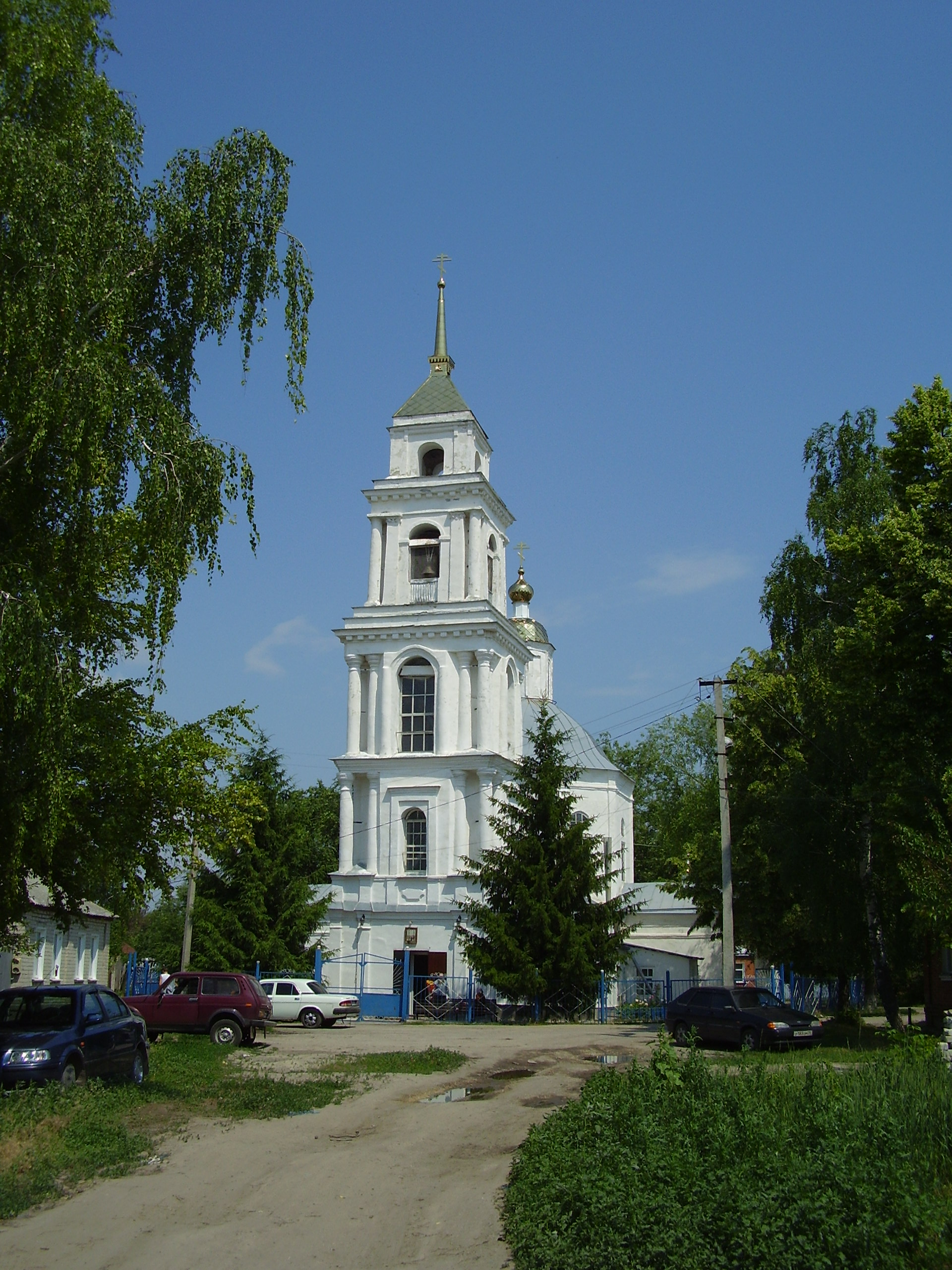
Cerkiew Przemienienia Pańskiego w Ostrogożsku

Ostrogożsk (ros. Острогожск) – rosyjskie miasto położone w obwodzie woroneskim. Ostrogożsk założony został w 1652, prawa miejskie otrzymał w roku 1765.
W 1837 roku w Ostrogożsku urodził się malarz Iwan Kramskoj.
Miasto znajduje się 110 km na południe od Woroneża przy rzece Cicha Sosna (dopływ Donu). 3 km od miasta znajduje się stacja kolejowa Ostrogożsk (na linii Liski - Wałujki).